# 1198
Cette page concerne l'année 1198  du calendrier julien. Pour l'année 1198 av. J.-C., voir 1198 av. J.-C.
L'année 1198 est une année commune qui commence un jeudi.

## Événements
- Janvier : début du règne d’Amaury II de Lusignan, couronné roi de Jérusalem après son mariage avec Isabelle de Jérusalem[1] (fin en 1205).

- 2 février : les croisés allemands lèvent le siège de Toron. Il se rembarquent pour l’Europe dès le mois de mars[2].

- 19 février : l’empereur du Japon Go-Toba est forcé à abdiquer par le shogun Minamoto no Yoritomo (le 11e jour du 1er mois du calendrier japonais) ; son fils aîné  est proclamé empereur à l’âge de 4 ans sous le nom de Tsuchimikado (couronnement le 11 avril, 3e jour du 3e mois)[3].

- 5 mars : l’assemblée d’Acre transforme l’ordre des Chevaliers Teutoniques en ordre militaire[4].

- 1er juillet : trêve entre Al-Adel et les Francs signée pour une durée de cinq ans et huit mois. Al-Adel en profite pour consolider son pouvoir[2].

- 19 novembre : Al-Aziz, fils de Saladin, se tue en tombant de cheval au cours d’une chasse au loup dans le voisinage des Pyramides. Son fils Malik al-Mansour lui succède à l’âge de neuf ans. Al-Afdhal quitte sa retraite pour prendre la régence, mais son oncle Al-Adel n’a aucun mal à lui arracher sa nouvelle possession et à le renvoyer à sa vie de reclus (1200)[2].

- 17 décembre : fondation de l’ordre des Trinitaires pour le rachat des captifs aux mains des musulmans[5].

- Renversement des alliances en Mongolie. Les Djürchet s’allient avec les Kereit contre les Tatars. Temüjin participe aux opérations comme vassal de Toghril. Pris entre les Djürchet au sud-est et les Mongols au nord-ouest, les Tatars sont écrasés aux environs du Buir Nuur et leur chef le plus puissant, Megudjinséultu est tué. Temüjin et Toghril se partagent le butin. Toghril obtient des Djürchet le titre de vang (prince) et se fait appeler Ong-khan, tandis que Temüjin doit se contenter de la distinction de tchaoudkari. Temüjin fait exécuter Satcha-beki, chef du clan des Djurkin, sous prétexte qu’il a refusé de prendre part à la campagne contre les Tatars[6].

### Europe

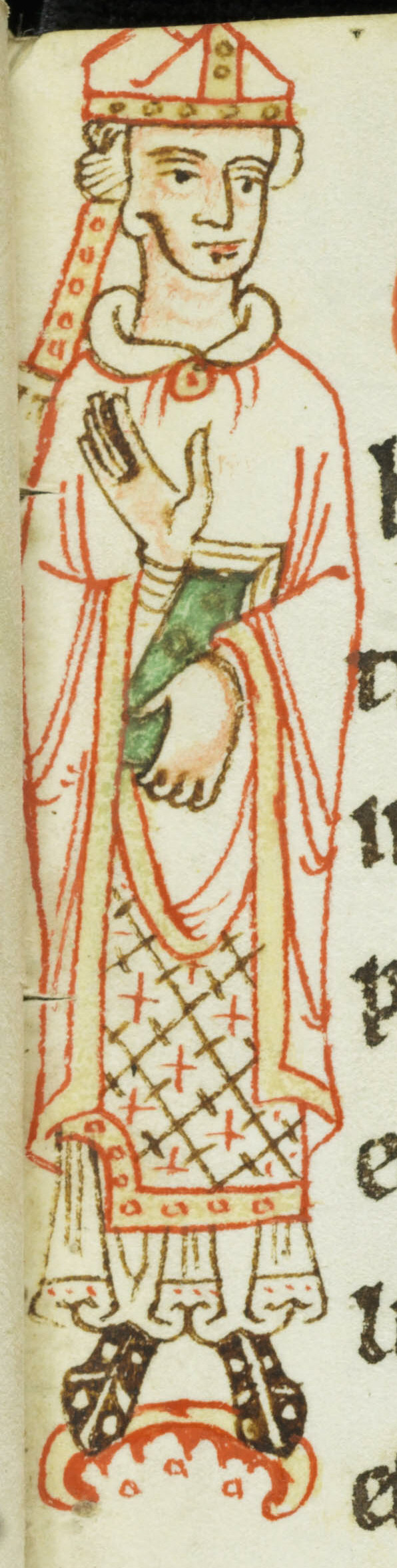
8 janvier : élection du pape Innocent III

- 8 janvier : élection du pape Innocent III, le jour même de la mort de Célestin III ; il est consacré le 22 février (fin de pontificat en 1216)[7].

- 6 mars : Philippe de Souabe est élu empereur romain germanique et couronné le 15 avril à Mayence[8] (fin de règne en 1208), en concurrence avec Othon IV de Brunswick (1174-1218). Le pape Innocent III favorise Othon.

- 16 avril : mort de Frédéric Ier lors de son retour de Palestine[9]. Léopold VI Babenberg devient duc d’Autriche (fin en 1230).

- 17 mai : Frédéric II est couronné roi de Sicile[10].

- 9 juin : Otton IV de Brunswick est élu roi des Romains à Cologne en concurrence avec Philippe de Souabe[11]. Il est couronné le 12 juillet à Aix-la-Chapelle[12].

- Juillet : Philippe Auguste autorise les Juifs (expulsés au début de son règne en 1182) à revenir dans le royaume de France[13].
- 24 juillet : l'évêque de Livonie Berthold Schulte est tué au combat contre les Lives. Le pape Innocent III appelle à la croisade en octobre 1199[14].
- 15 août : 
  - le pape Innocent III écrit à l’empereur byzantin Alexis III Ange et au patriarche de Constantinople pour les engager à l’union des Églises sous son autorité[7]. Ils refusent.
  - encyclique Post miserabile. Le pape Innocent III appelle à la quatrième croisade, prêchée en France par le légat Pierre Capuano et le curé Foulques de Neuilly[7]. Le commandement de l’expédition est confié au marquis Boniface de Montferrat. Détournée de son objectif, elle aboutit à la prise de Constantinople en 1204.
  - début du règne d’Ottokar Ier, premier roi héréditaire de Bohême (fin en 1212)[15]. La couronne de Bohême devient héréditaire dans la famille des Přemyslides. En tant que prince électeur (Kurfürst), le roi participe à l’élection du « roi des Romains », aspirant à l’empire. Ottokar favorise la colonisation Allemande dans ses États.
- 8 septembre : Philippe de Souabe est couronné à Mayence[16].

- 28 septembre : Richard Cœur de Lion est victorieux de Philippe Auguste à Courcelles-lès-Gisors, près de Beauvais[17].

- 4 octobre : Baudouin de Flandre prend Saint-Omer après un siège de 29 jours. Philippe Auguste perd Aire et Saint-Omer par la paix conclue à Péronne en 1200[18].

- Novembre : Venise obtient une importante extension de ses privilèges commerciaux dans l’Empire byzantin[19].

- Les ouvriers manuels de Milan (popolo) s'associent dans la Credenza di Sant'Ambrogio tandis que les bourgeois de la ville font alliance dans La Motta. Les deux associations s’opposent aux grandes familles de capitanei pour obtenir une meilleure participation aux affaires publiques et une redistribution des charges ecclésiastiques[20].
- Rodolphe l’ancien de Habsbourg abandonne la cause des Guelfes pour celle des Gibelins[21].
- Philippe Auguste annexe la Terre d’Auvergne (fin en 1201)[22].

- Premier arrivage de vins de La Rochelle à Anvers à la faveur d’une pénurie de vins du Rhin, entraînant la chute des prix du vin[23].

- Éruption de la Solfatare[24].

- Le prêt sur gage apparaît à Freising, en Allemagne, où le premier établissement d'Europe est fondé[25].
- Rédaction du Discours contre les évêques, illustrant le conflit entre l’archevêque de Nidarós et le roi de Norvège Sverri[26].